# Koji Yoshimura
Koji Yoshimura (Kochi, 13 april 1976) is een voormalig Japans voetballer.

## Carrière
Koji Yoshimura speelde tussen 1995 en 2008 voor Sanfrecce Hiroshima, Vissel Kobe, Oita Trinita, Avispa Fukuoka, Yokohama F. Marinos en FC Gifu.